# عمر بلعطوي
 عمر بلعطوي (1969 الجزائر) هو لاعب كرة قدم ومدرب كرة قدم جزائري.

## المشوار الكروي

### معمولودية وهران
- بطل الجزائر سنوات 1988 و1992 و1993
- وصيف بطل الجزائر سنوات 1987 و1990 و1995 و1996 و1997 و2000
- الفائز بكأس الجزائر سنة 1996
- بلغ نهائي كأس الجزائر سنة 1998 و2002
- الفائز بكأس الرابطة الوطنية الجزائرية سنة 1996
- بلغ نهائي كأس الرابطة الوطنية الجزائرية سنة 2000
- بلغ نهائي كأس السوبر الجزائري سنة 1992
- الفائز بالبطولة العربية للأندية الفائزة بالكؤوس سنة 1997 و1998
- الفائز بكأس السوبر العربي سنة 1999
- بلغ نهائي البطولة العربية للأندية سنة 2001
- بلغ نهائي دوري أبطال أفريقيا سنة 1989

### معمنتخب الجزائر لكرة القدم
- فائز بكأس الأمم الأفرو آسيوية سنة 1991

## روابط خارجية
- عمر بلعطوي على موقع قاعدة بيانات كرة القدم.إي يو (الإنجليزية)
- عمر بلعطوي على موقع ناشيونال فوتبول تيمز (الإنجليزية)
- عمر بلعطوي على موقع Soccerway.com (الإنجليزية)
- عمر بلعطوي- احصائيات على موقع - dzfootball